# Cimitero storico di Weimar

Versione tedesca dell'emblema del patrimonio mondiale

Il cimitero storico di Weimar è uno dei cimiteri più visitati della Germania. Qui si trovano le tombe di numerose personalità famose. Il cimitero, inaugurato nel 1818, è un parco con alberi secolari e si trova su una collina a sud-ovest della città, accanto al giardino di Poseck. Lo spettacolo più importante è la Cripta dei Principi con le tombe di Johann Wolfgang von Goethe e Friedrich Schiller.
Nel 1998, l'UNESCO ha dichiarato Patrimonio dell'umanità il cimitero storico appartenente alla Fondazione Weimar classica, insieme alla cripta reale, come parte della Weimar classica.

## Storia

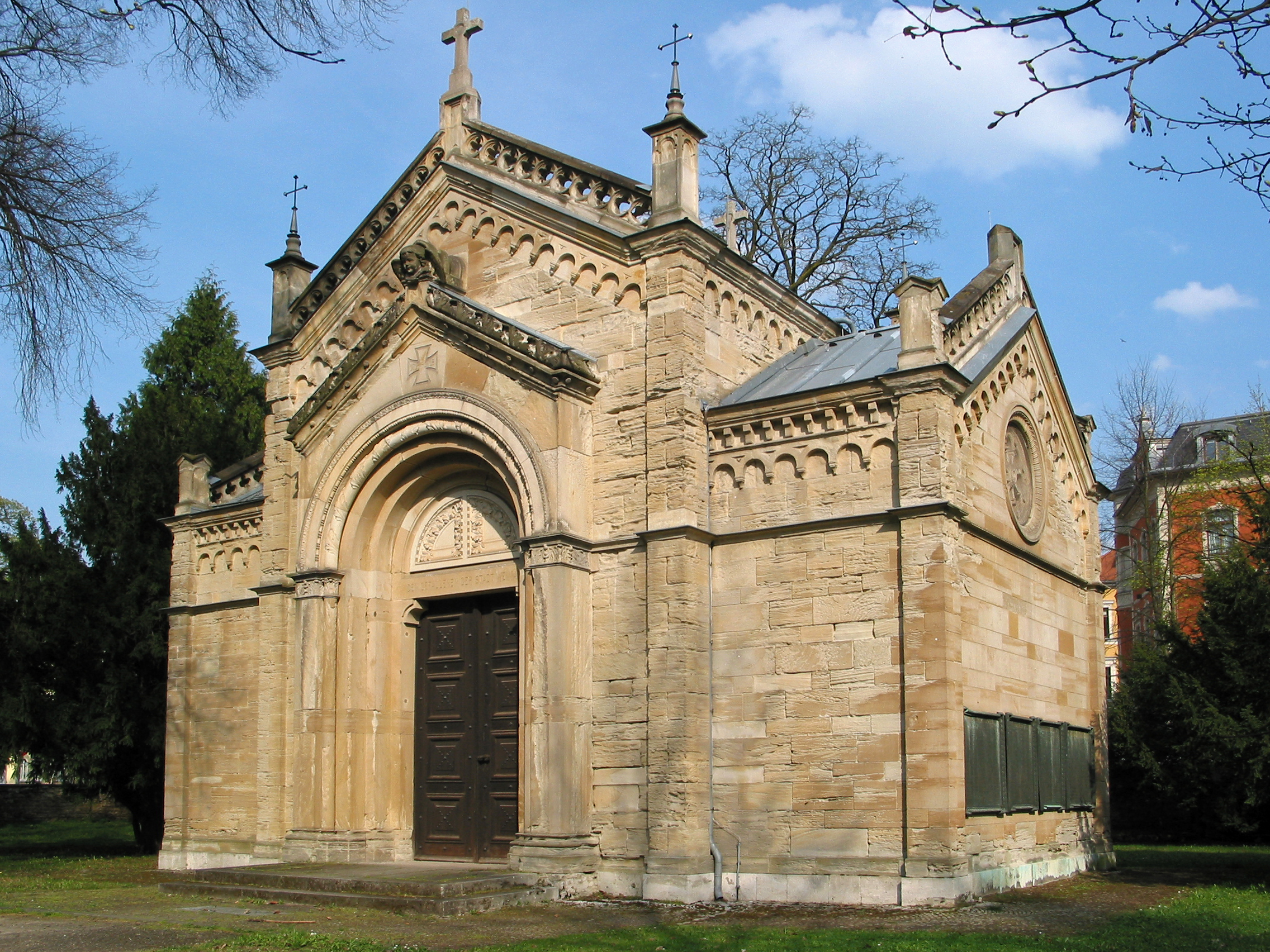
Sala commemorativa per il popolo di Weimar caduto durante la prima guerra mondiale

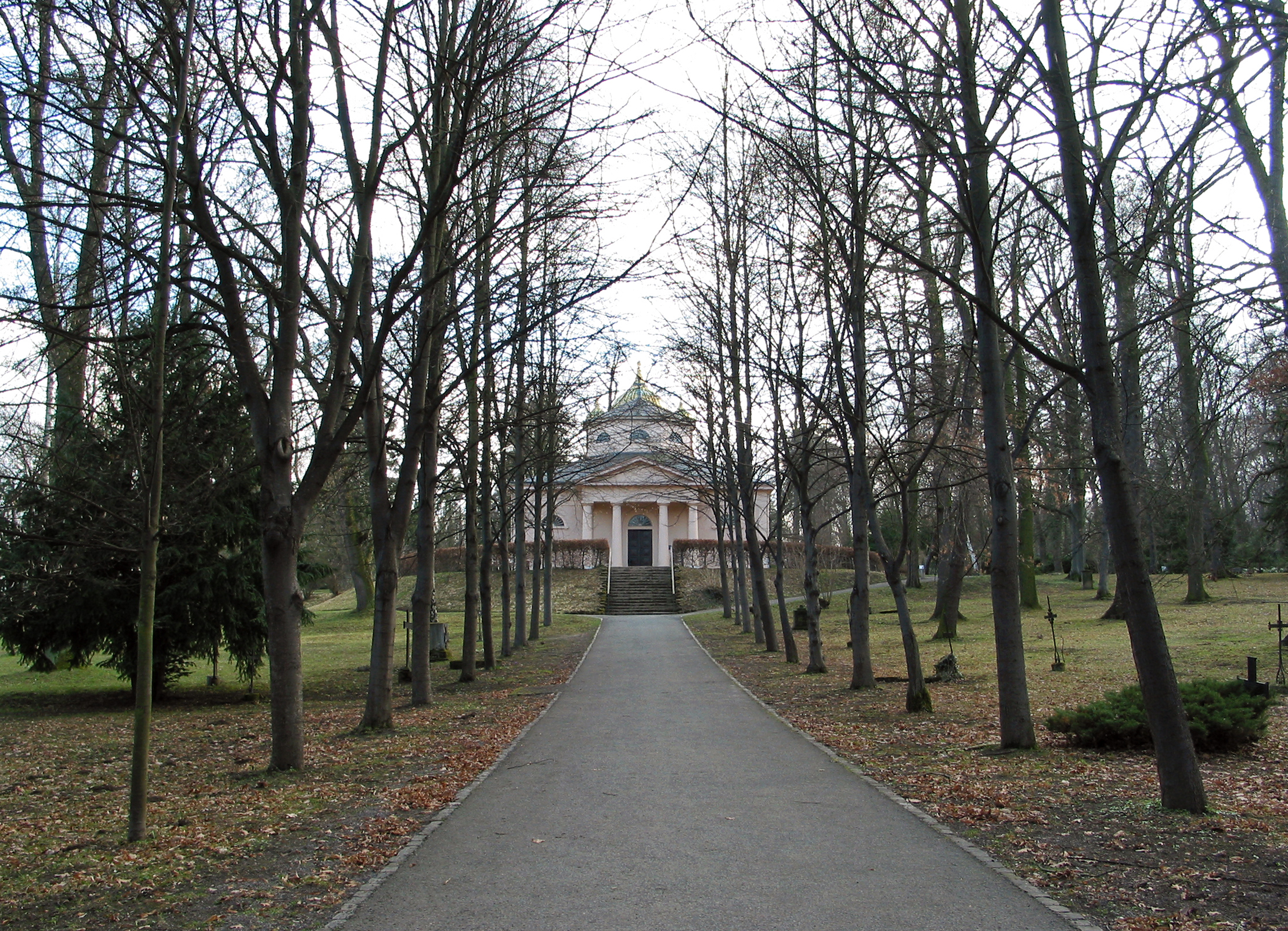
La Lindenallee conduce direttamente alla Cripta principesca al centro dell'area

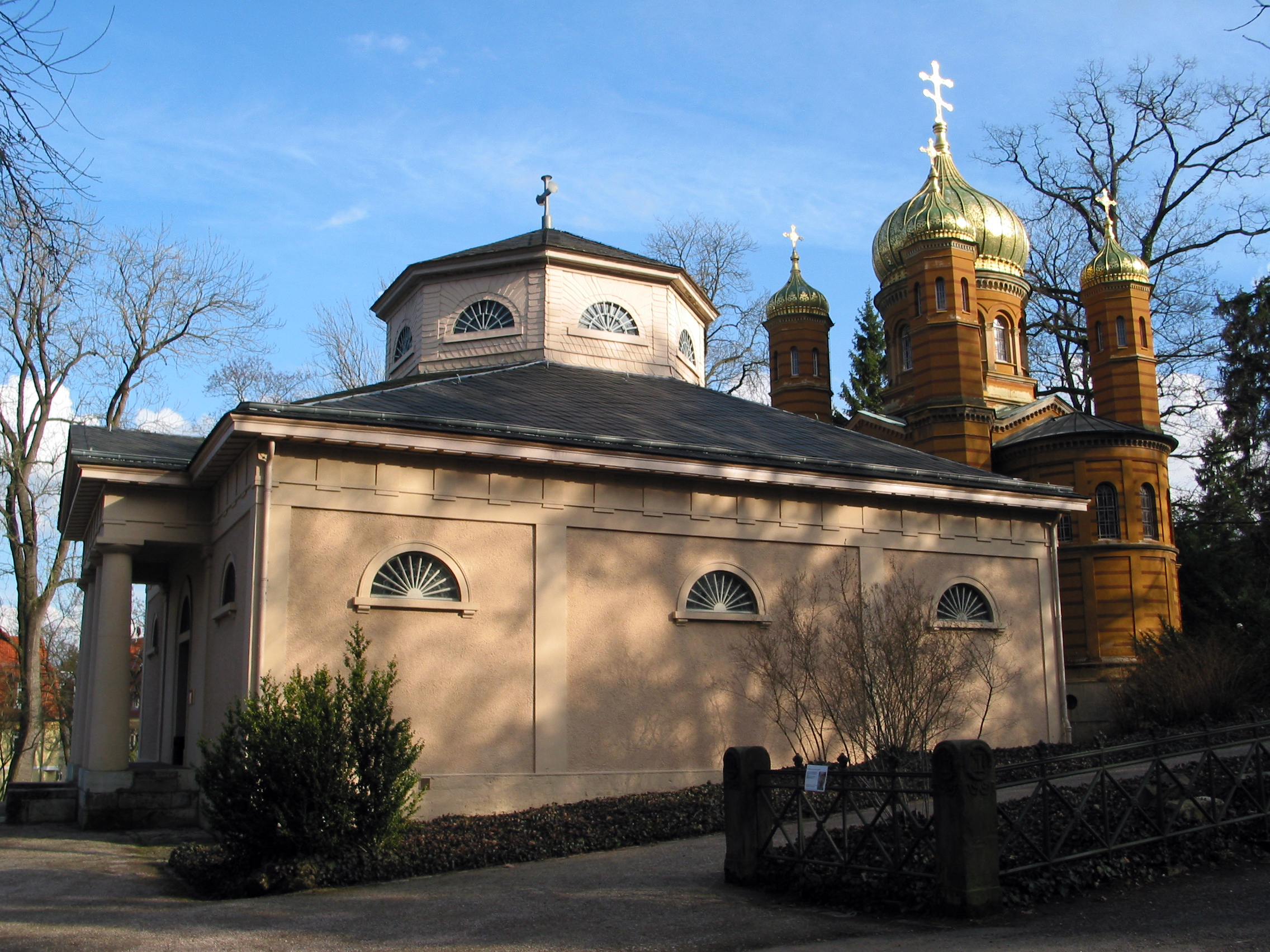
Cripta principesca con annessa cappella russo-ortodossa

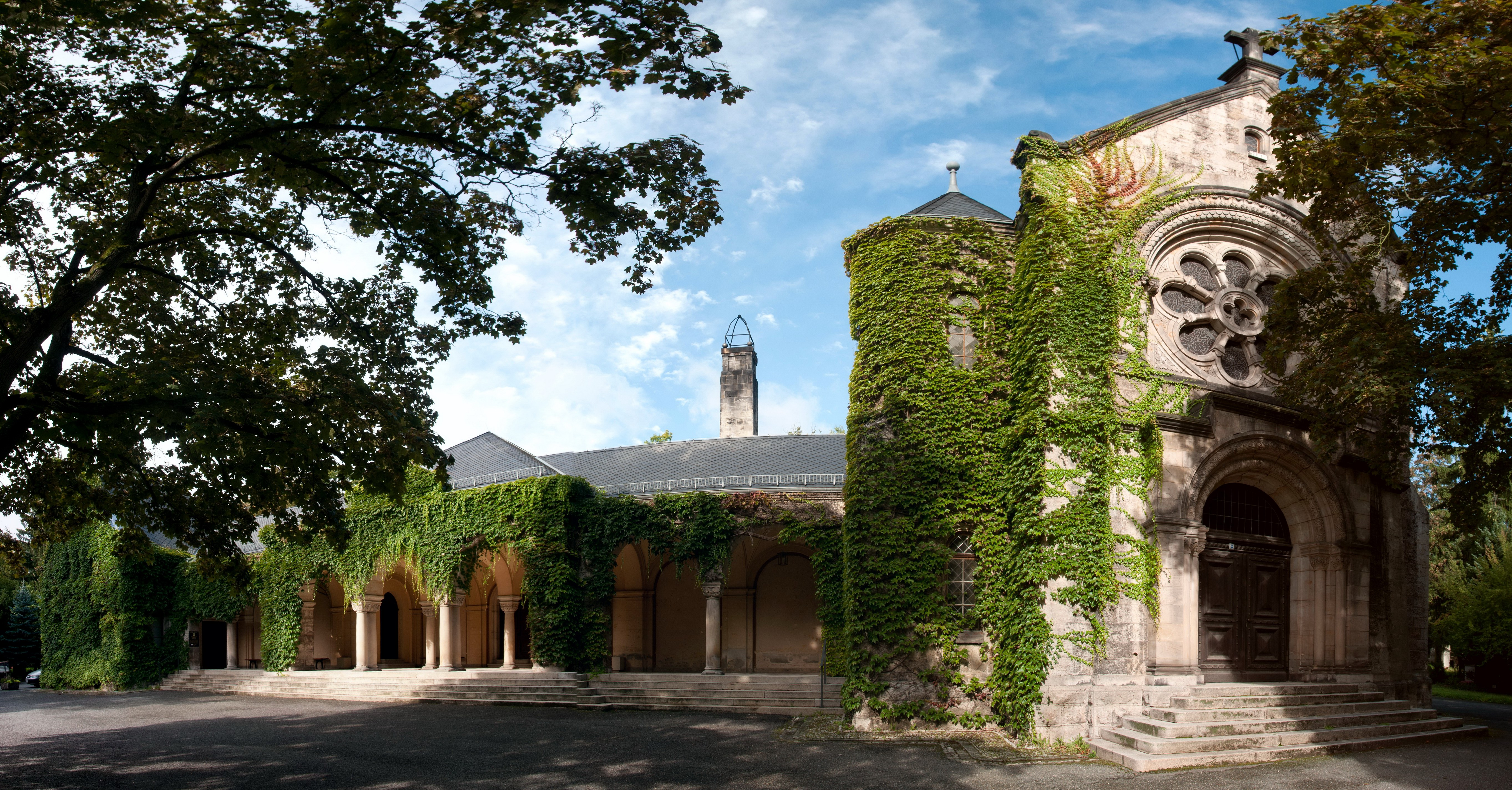
Edificio amministrativo

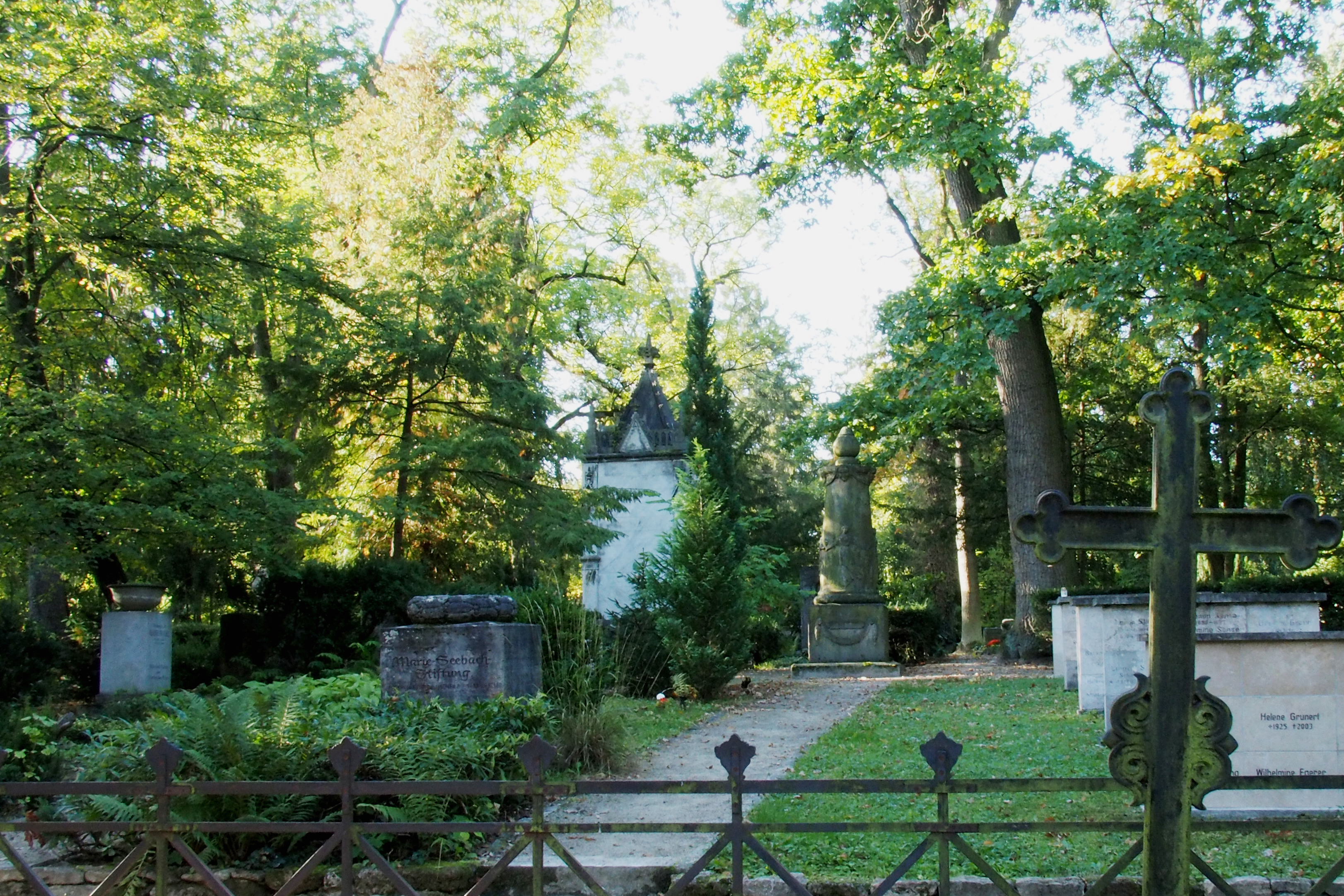
Monumento di Eufrosina nel cimitero storico

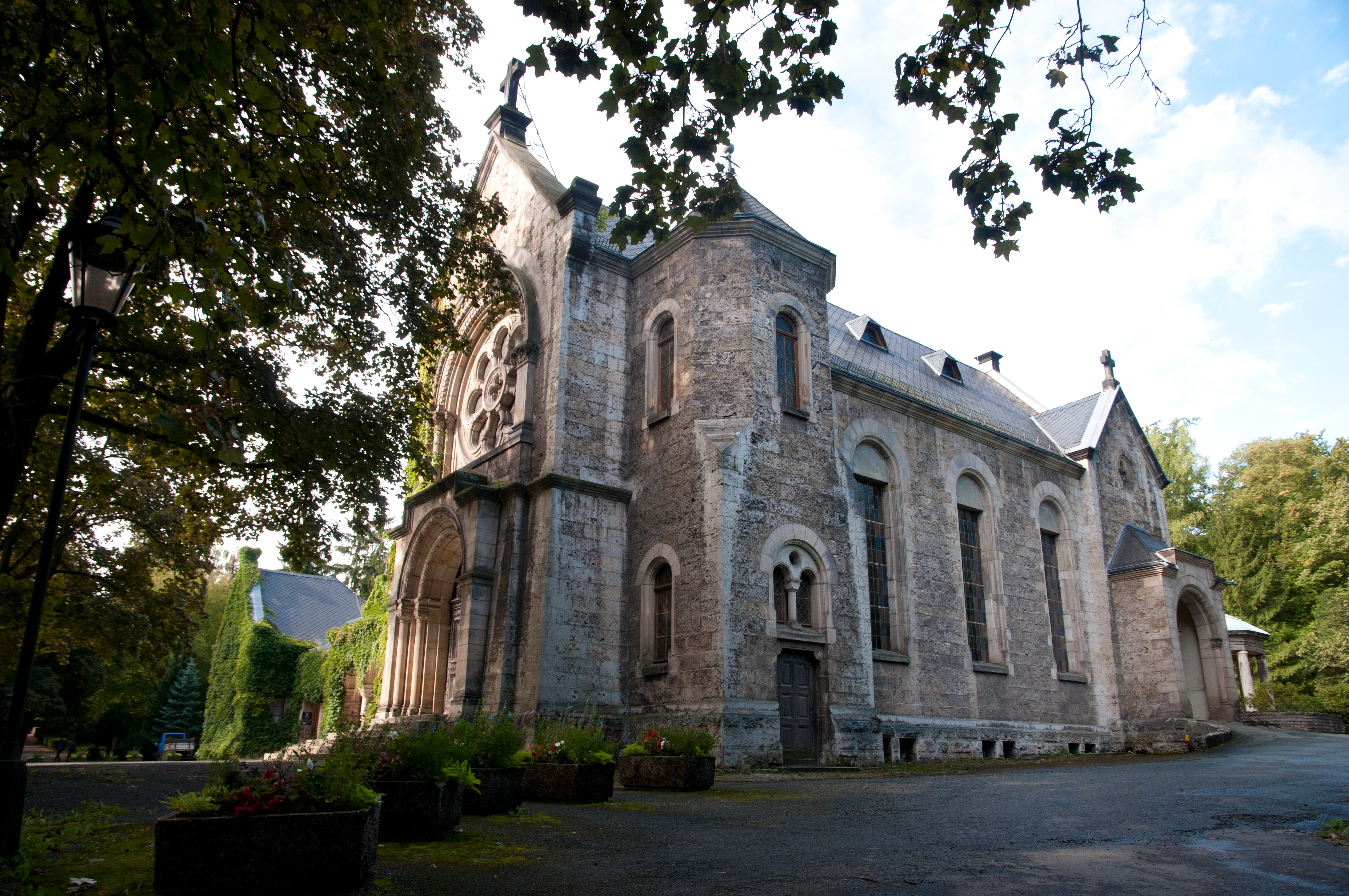
Sala del lutto

Cimitero (foto panoramica)

Quando lo spazio nel vecchio Jakobskirchhof, intorno alla Weimar Jakobskirche, non fu più sufficiente, tra il 1814 e il 1818, nel giardino di Poseck, nella parte sud-occidentale della città, fu creato il “Nuovo cimitero di fronte alla Frauentore”. L'inaugurazione avvenne il 20 marzo 1818. Dal 1862 fu ampliato al "cimitero principale" di Weimar con importanti estensioni a sud e ovest. La parte più antica, simile a un parco del cimitero nel nord, è ancora denominata "cimitero storico". Per preservarne l'aspetto, non ci sono più sepolture a nord della cripta principesca.

## Impianti e strutture
Direttamente sul lato sinistro, dietro l'ingresso principale del Poseckschen Garten, si trova un edificio neoromanico, in pietra, che fu costruito come sala funeraria nel 1878/1879, ma fu ridisegnato nel 1921 come "sala commemorativa" per i cittadini di Weimar che caddero durante la prima guerra mondiale (1914-1918).
Dall'ingresso principale, a forma di asse centrale rettilineo, un viale di tigli che sale leggermente verso sud conduce alla cripta del principe e alla cappella russo-ortodossa, che insieme formano il centro dell'intera area cimiteriale posta su una collina.
La Cripta dei Principi fungeva esclusivamente da luogo di sepoltura della casa granducale di Sassonia-Weimar-Eisenach, con l'eccezione dei due grandi poeti Johann Wolfgang von Goethe e Friedrich Schiller, che vi furono sepolti anche su richiesta del Granduca Carlo Augusto, perché potessero essere uniti al Granduca anche dopo la morte.
Sulla parete di fondo della cripta principesca si trova la Cappella Ortodossa Russa, che su richiesta della Granduchessa Maria Pavlovna (figlia dello Zar di Russia Paolo I e moglie del Granduca Carlo Federico) fu costruita sulla sua tomba.
Altre tombe e cappelle funerarie di ricche famiglie di Weimar si trovano lungo le mura del cimitero circostante. Insieme alle piantagioni e ai vecchi alberi del parco, formano una cornice adeguata alla cripta reale.
Le tombe comunitarie nel cimitero principale commemorano il campo di concentramento di Buchenwald e le vittime dei bombardamenti su Weimar durante la seconda guerra mondiale.

Piante del cimitero
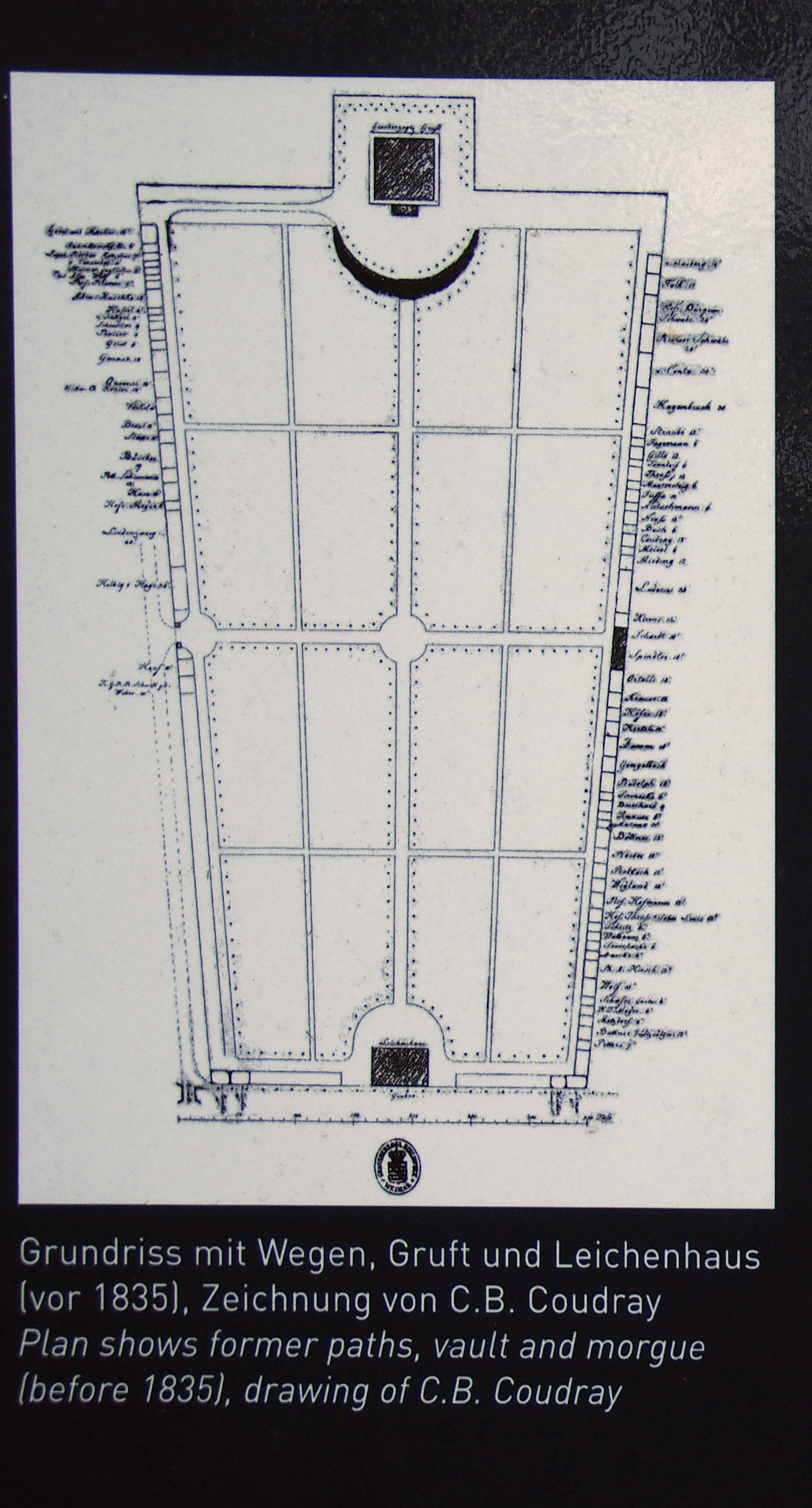
prima del 1835
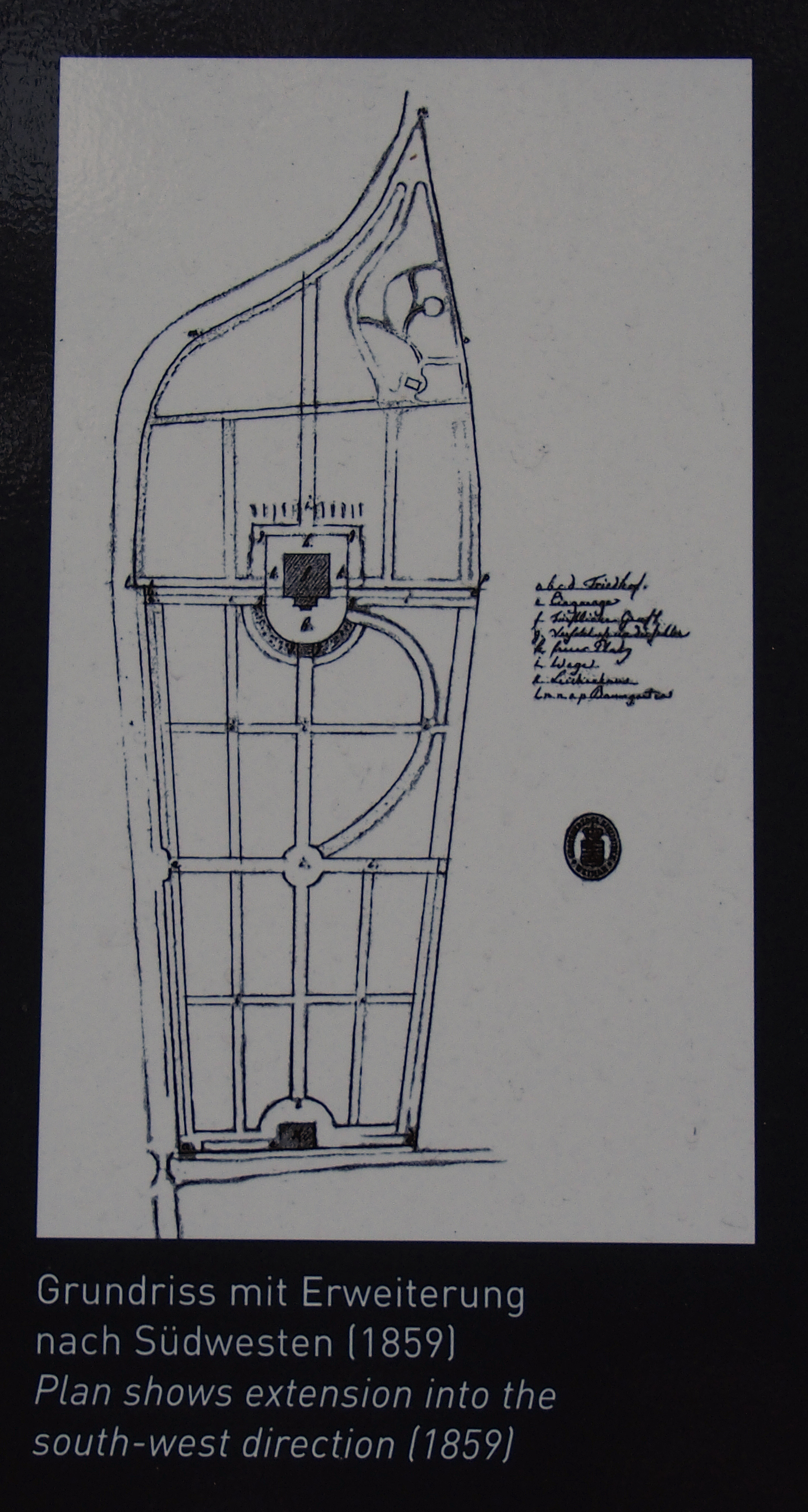
1859 - espansione
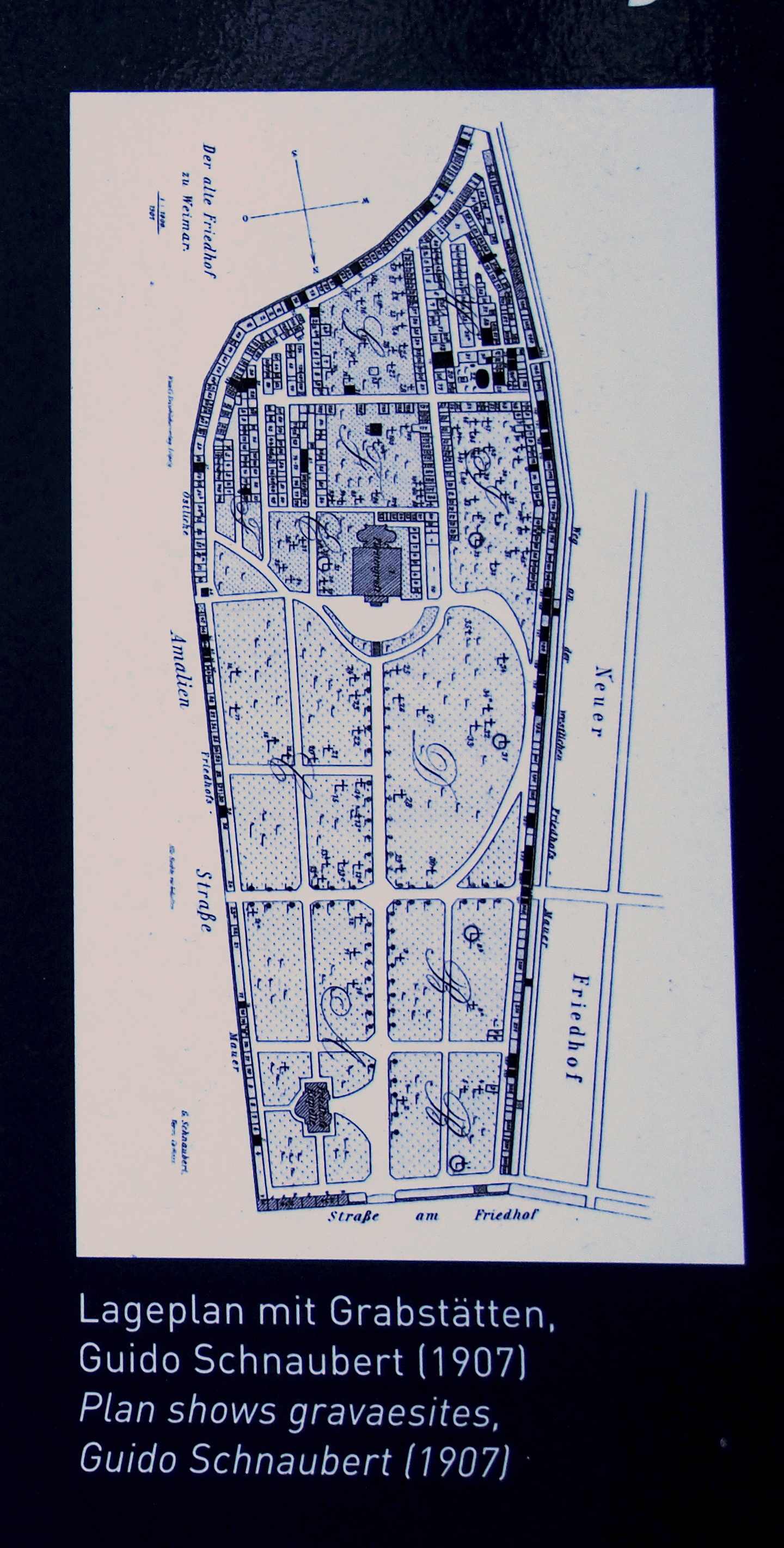
1907
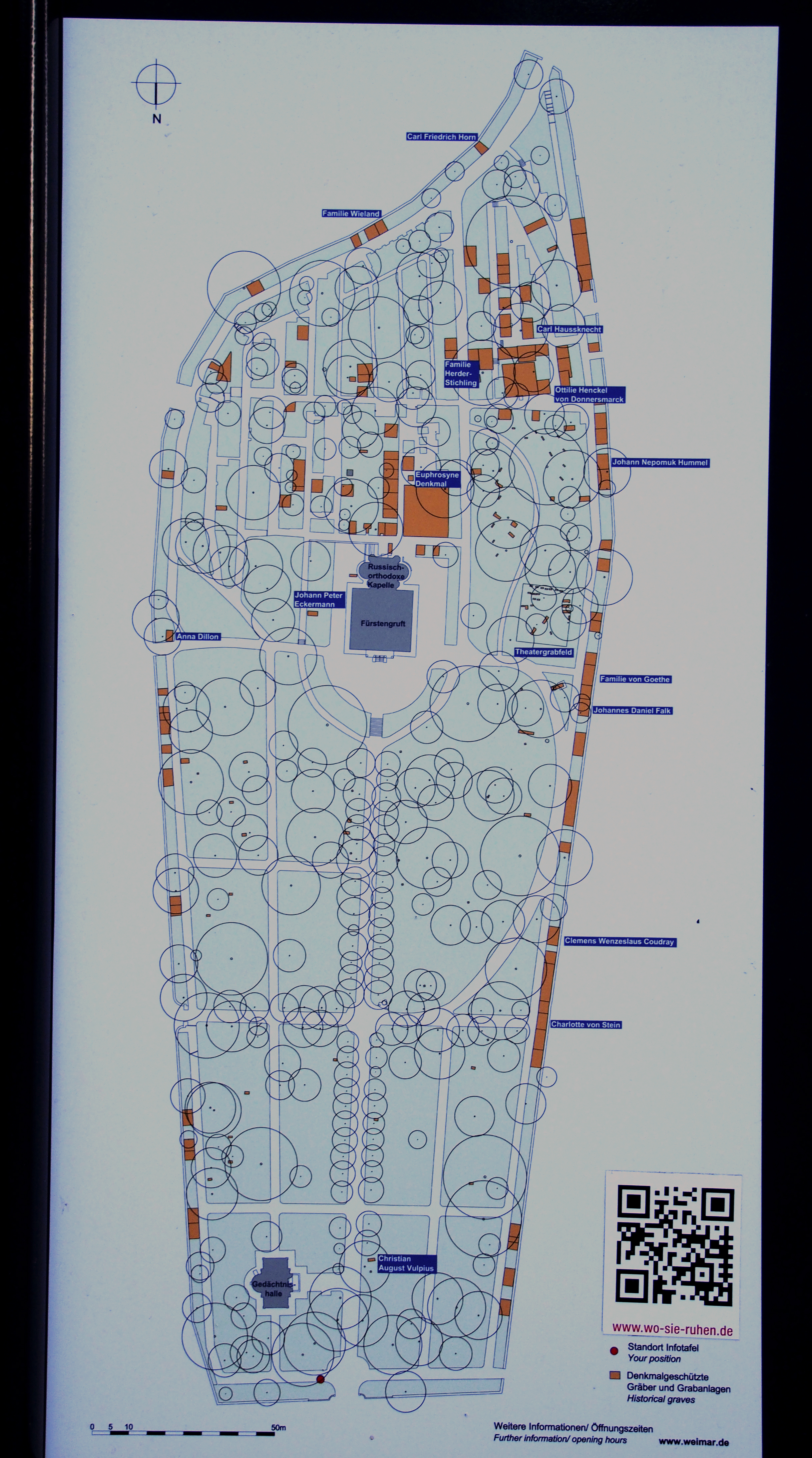
2015

## Monumenti

### Monumento di Eufrosina
A sud dietro la Cappella Ortodossa Russa, nel mezzo del cimitero di Marie-Seebach-Stift, si trova il "Monumento a Eufrosina", che commemora l'attrice Christiane Becker, morta nel 1797 all'età di 18 anni. Tuttavia, è stata sepolta nel Jakobsfriedhof a Weimar. Il monumento, adornato con maschere, ninfe danzanti e segni zodiacali, è stato realizzato dallo scultore di Gotha, Friedrich Wilhelm Döll, su suggerimento di Goethe e su disegno di Johann Heinrich Meyer. Goethe aveva visto l'ultima volta l'attrice sul palco nei panni di Eufrosina nell'opera di Joseph Weigl, "Das Petermännchen" e nel 1797 scrisse l'elegia con lo stesso nome "Eufrosina" in sua memoria dopo la sua morte. Dal 1800 il monumento si trovava di fronte al castello e fu eretto nel cimitero storico solo nel 1945.

### Memoriale a coloro che caddero a marzo

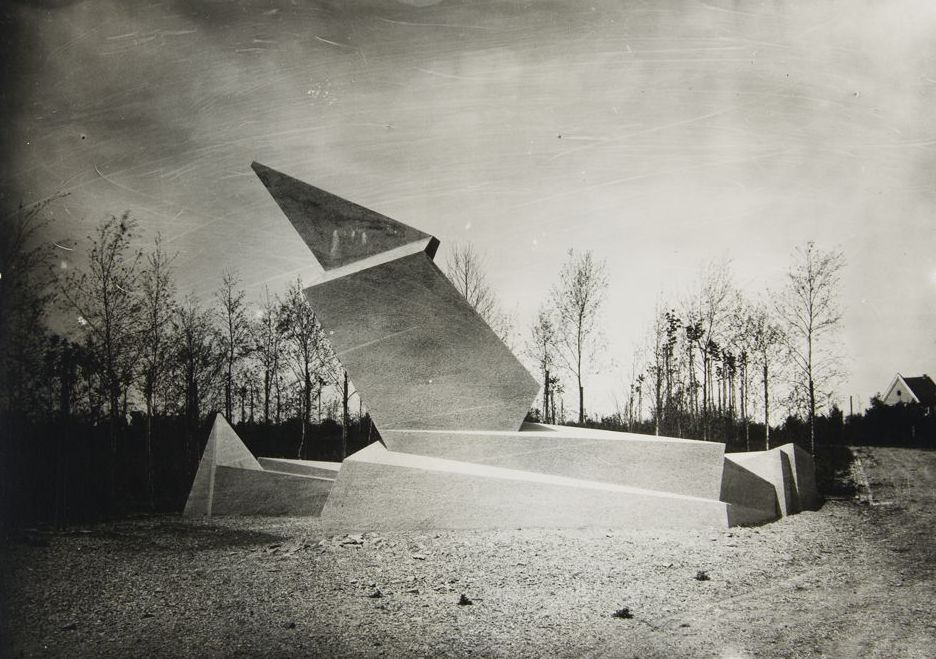
"Memoriale ai caduti di marzo" di Walter Gropius (1922)

Al cimitero storico di Weimar si trova anche il Denkmal der Märzgefallenen, (“Memoriale ai caduti di marzo”), che l'allora direttore del Bauhaus, Walter Gropius, creò per conto del cartello sindacale per commemorare le persone che pagarono con la vita per il Putsch di Kapp nel 1920. Durante lo sciopero generale del 15 marzo, i golpisti della Reichswehr spararono e uccisero gli operai Anna Braun, Walter Hoffmann, Franz Pawelski, Paul Schander, Adolf Schelle, Karl Schorn, Karl Merkel, Ernst Müller e Kurt Krassan. C'è anche una targa commemorativa per queste vittime di fronte alla Volkshaus (Casa del popolo).
Sette delle vittime furono inizialmente sepolte nella parte settentrionale del cimitero storico e un anno dopo seppellite nel sito del monumento. Il monumento espressionista in cemento, la cui forma astratta, secondo le parole del suo creatore, rappresenta un “fulmine che esce dal pavimento della tomba come simbolo dello spirito vivente” e porta quindi anche il soprannome di Gropiusblitz, fu inaugurato il 1º maggio 1922. Le sette lastre tombali delle vittime sono attaccate alla scultura nota come "Gefrorene Blitze". Poiché il ricordo dei "caduti rossi di marzo" era indesiderato sotto il nazionalsocialismo e il design moderno del monumento era considerato "arte degenerata", il fulmine fu fatto saltare in aria nel febbraio 1936 e una fontana a colonna fu eretta di fronte a quel che rimaneva del monumento. Nel 1946 il monumento fu ricostruito in una forma leggermente modificata. L'11 aprile 1946 fu il primo anniversario della liberazione del campo di concentramento di Buchenwald. Le foto storiche sul sito mostrano le condizioni originali del monumento.

## Tombe di personaggi noti
Nell'area del "cimitero storico" di Weimar si trovano le tombe delle seguenti personalità (ordinate per luogo e anno di morte):

### Cripta principesca (selezione)

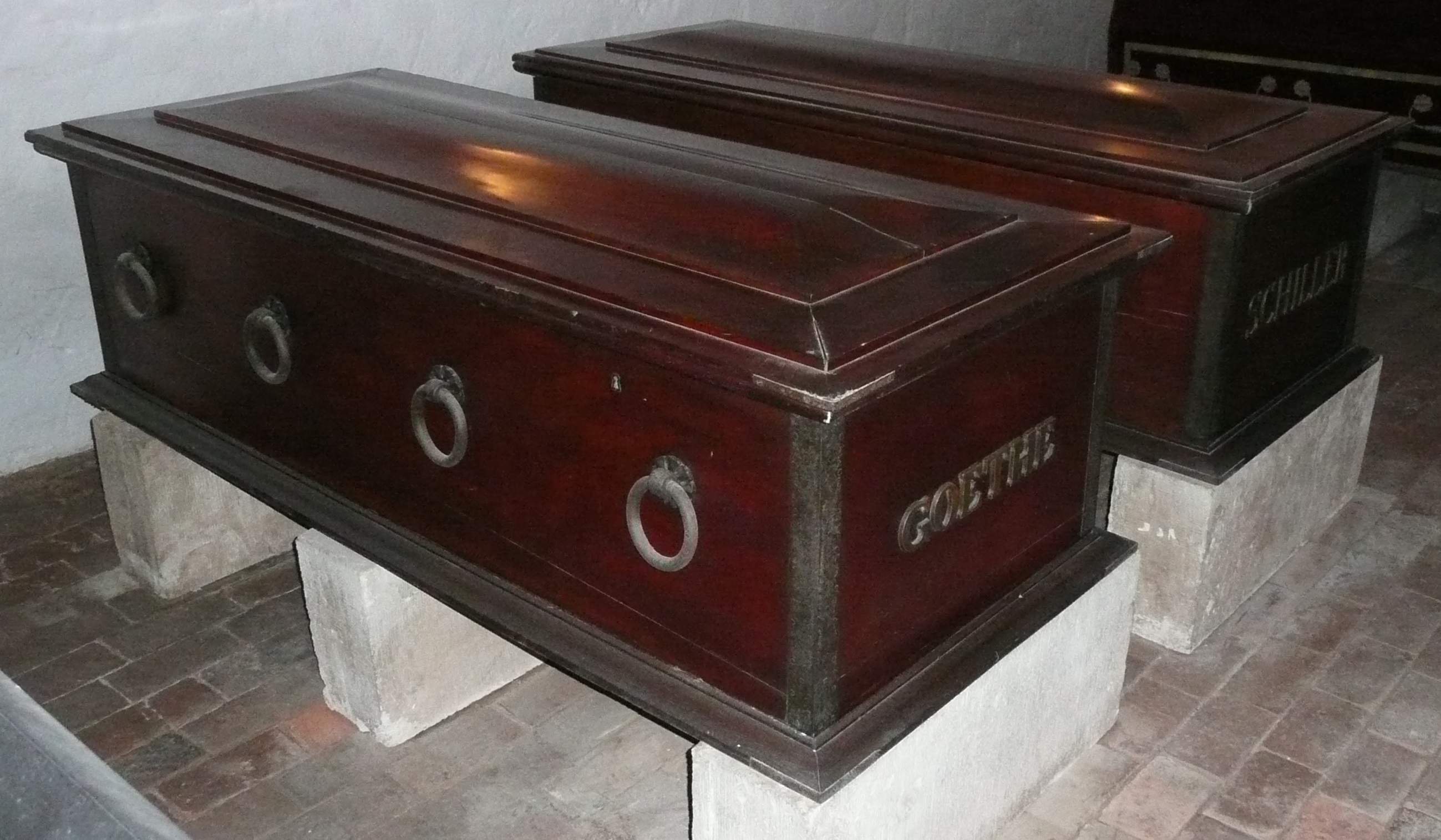
Le bare di quercia dei due poeti Goethe e Schiller erano disposte una accanto all'altra nella cripta reale

| Cognome                                                                | Nascita e morte | Attività                                                           |
| ---------------------------------------------------------------------- | --------------- | ------------------------------------------------------------------ |
| Anna Dorotea di Sassonia-Weimar                                        | 1657-1704       | Principessa e badessa del monastero imperiale di Quedlinburg       |
| Giovanni Ernesto III di Sassonia-Weimar                                | 1664-1707       | Duca di Sassonia-Weimar                                            |
| Friedrich Schiller (solo simbolica bara vuota, vera tomba sconosciuta) | 1759-1805       | Poeta, filosofo e storico                                          |
| Carlo Augusto di Sassonia-Weimar-Eisenach                              | 1757-1828       | Granduca di Sassonia-Weimar-Eisenach                               |
| Johann Wolfgang von Goethe                                             | 1749-1832       | Poeta, scienziato e politico                                       |
| Carlo Augusto di Sassonia-Weimar-Eisenach                              | 1844-1894       | Granduca ereditario di Sassonia-Weimar-Eisenach                    |
| Paolina di Sassonia-Weimar-Eisenach                                    | 1852-1904       | Principessa ed granduchessa ereditaria di Sassonia-Weimar-Eisenach |

### Cripta della Cappella Ortodossa Russa
| Cognome        | Nascita e morte | Attività                                                                 |
| -------------- | --------------- | ------------------------------------------------------------------------ |
| Maria Pavlovna | 1786-1859       | Granduchessa di Sassonia-Weimar-Eisenach, figlia dello zar russo Paolo I |

### Tombe lungo il muro occidentale del cimitero

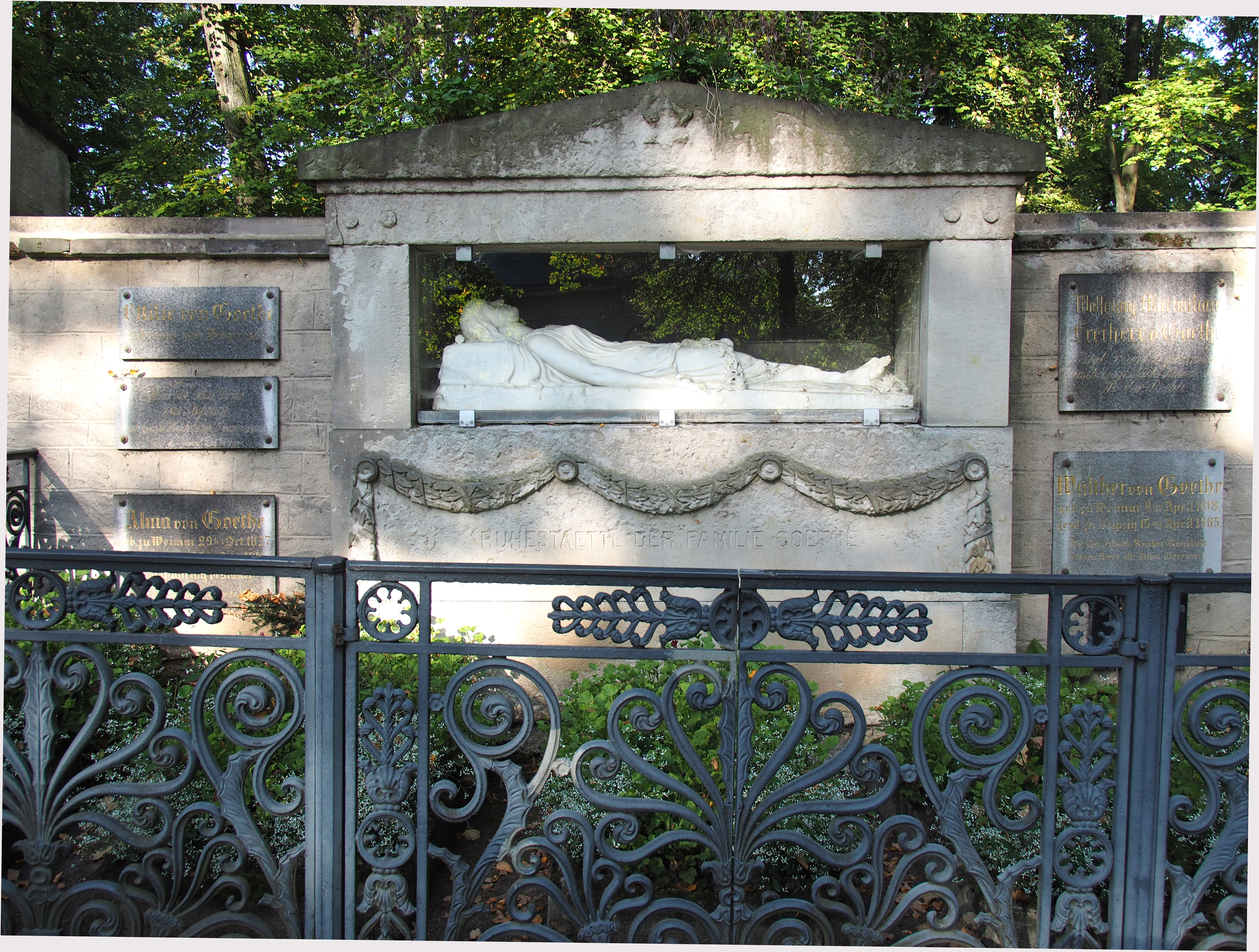
Tomba della famiglia Goethe

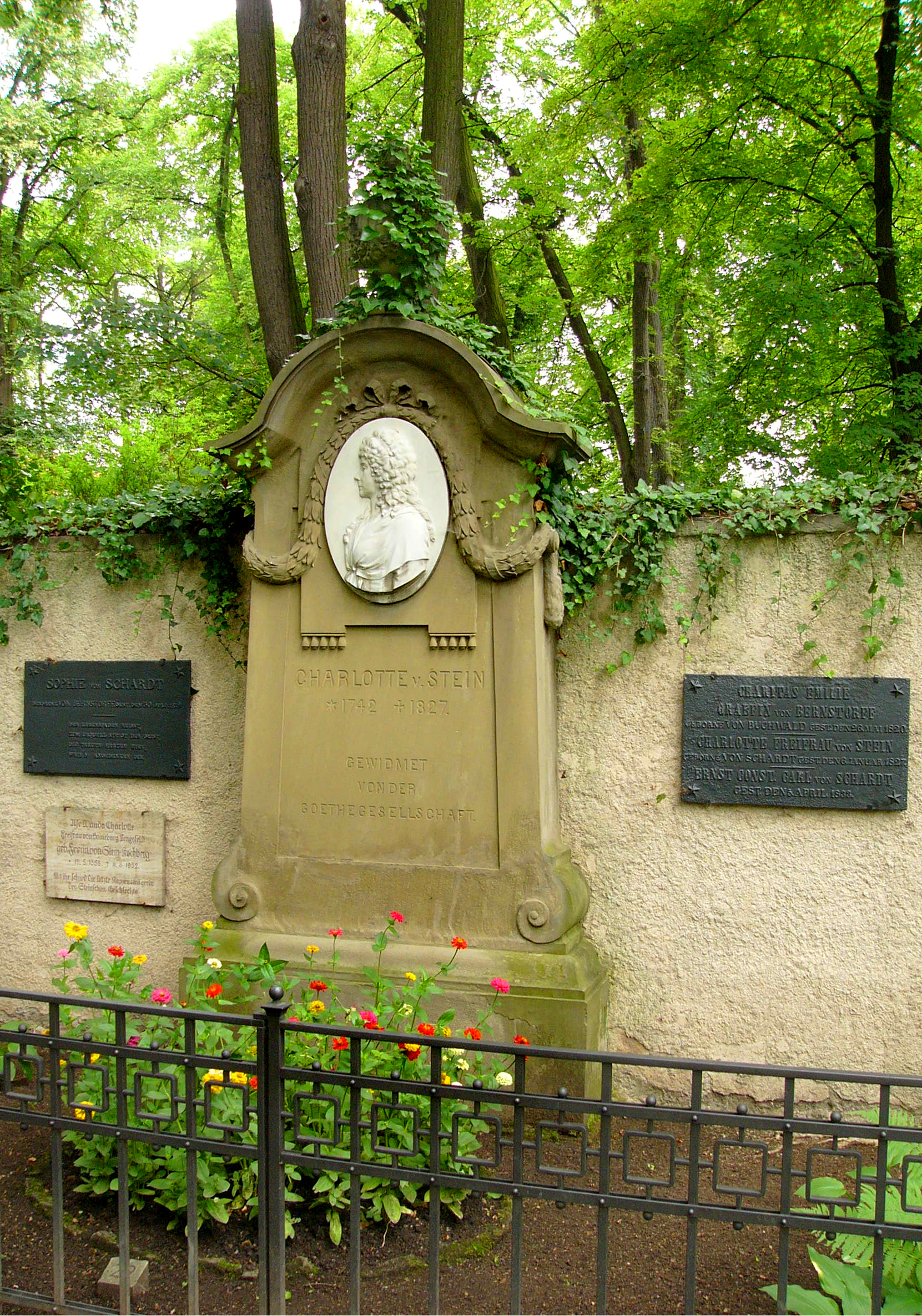
Tomba di Charlotte von Stein, il medaglione ritratto è stato creato dallo scultore Adolf von Donndorf

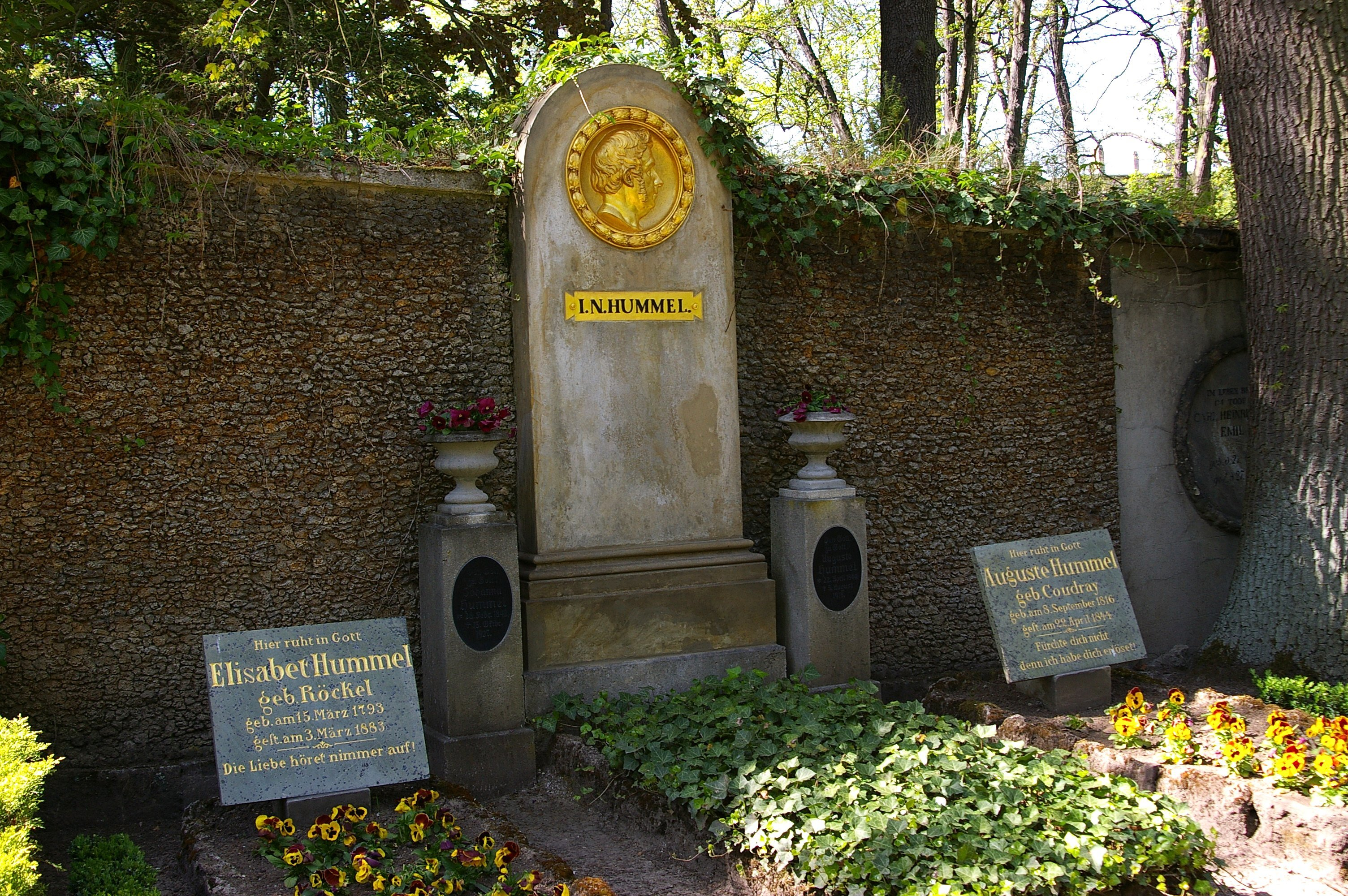
Tomba del compositore Johann Nepomuk Hummel

| Nome                                                  | Nascita e morte | Attività                                                                             |
| ----------------------------------------------------- | --------------- | ------------------------------------------------------------------------------------ |
| Franz Kirms                                           | 1750–1826       | Regista teatrale                                                                     |
| Johannes Daniel Falk                                  | 1768–1826       | Teologo, scrittore, poeta e pedagogo                                                 |
| Charlotte von Stein                                   | 1742–1827       | Dama di corte, amante e intima confidente di Goethe                                  |
| Johann Nepomuk Hummel                                 | 1778–1837       | Virtuoso del pianoforte, compositore, allievo di W. A. Mozart, maestro di cappella   |
| Eleonore Maximiliane Ottilie Henckel von Donnersmarck | 1756–1843       | Dama di compagnia di Maria Pavlovna e bisnonna dei nipoti di Goethe                  |
| Clemens Wenzeslaus Coudray                            | 1775–1845       | Architetto di corte                                                                  |
| Ludwig Friedrich von Froriep                          | 1779–1847       | Chirurgo, ufficiale medico, professore universitario ed editore                      |
| Johann Friedrich Röhr                                 | 1777–1848       | Dottore in teologia, sovrintendente generale e predicatore di corte                  |
| Friedrich von Müller                                  | 1779–1849       | Cancelliere di Stato della Sassonia-Weimar-Eisenach, intimo amico di Goethe          |
| Carl Leberecht Schwabe                                | 1778–1851       | Consigliere ed ex sindaco di Weimar                                                  |
| Louise Seidler                                        | 1786–1866       | Pittrice di corte, confidente di Goethe                                              |
| Carl August Schwerdgeburth                            | 1785–1878       | Incisore di rame di corte, insegnante presso la scuola principesca di disegno libero |
| Carl Müllerhartung                                    | 1834–1908       | compositore e insegnante di musica                                                   |

### Tombe lungo il muro orientale del cimitero
| Nome                            | Nascita e morte | Attività |
| ------------------------------- | --------------- | --- |
| Anna Dillon                     | 1760-1823       | Dama di compagnia della Granduchessa Maria Pavlovna, nata in Inghilterra                                                     |
| Christine Kotzebue              | 1736-1828       | Madre di August von Kotzebue                                                                                                 |
| Wilhelm Ernst Christian Huschke | 1760-1828       | Medico personale della Duchessa Anna Amalia e del Granduca Carlo Augusto, consigliere privato, medico di famiglia di Wieland |
| Johann Friedrich Karl Huschke   | 1796-1883       | Medico personale dei granduchi Carlo Federico e Carlo Alessandro                                                             |
| Pius Alexander Wolff            | 1782-1828       | Attore e scrittore |
| Johann Heinrich Meyer           | 1760-1832       | Pittore, scrittore d'arte, direttore della scuola principesca di disegno libero, amico di Goethe                             |
| Karl Ludwig Oels                | 1771-1833       | Attore |
| Johann Joseph Schmeller         | 1796-1841       | Pittore (considerato l'imbianchino di Goethe)                                                                                |
| Friedrich Wilhelm Riemer        | 1774-1845       | Filologo, scrittore, bibliotecario, consigliere privato, segretario di Goethe                                                |
| Franz Carl Adelbert Eberwein    | 1786-1868       | Direttore musicale e direttore d'orchestra                                                                                   |
| Angelica Bellonata Facius       | 1806-1887       | Scultore (allievo di Christian Daniel Rauch), medaglista e tagliatore di gemme                                               |

### Tombe nelle vicinanze della cripta principesca

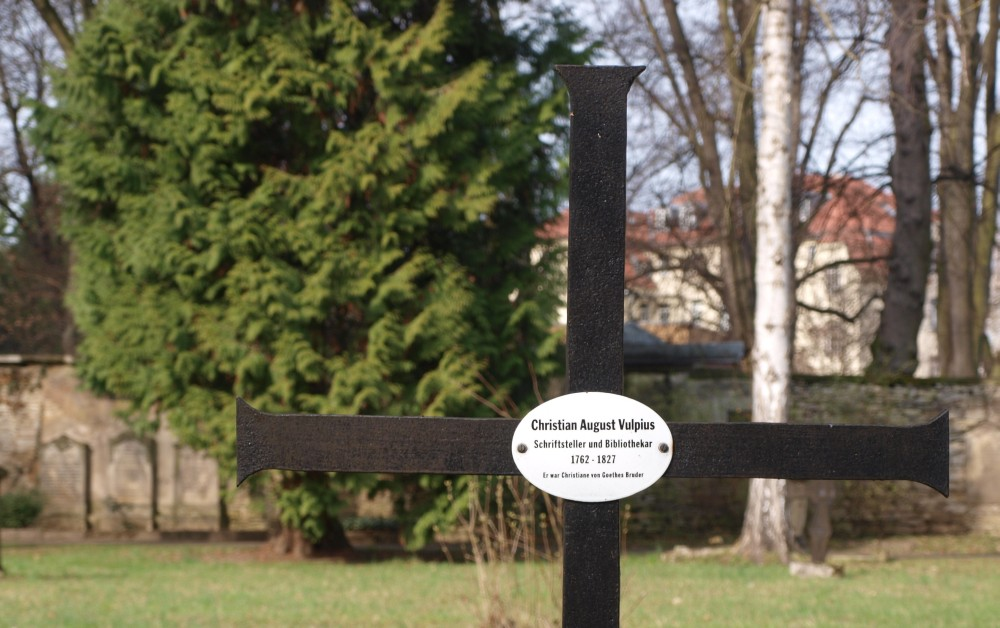
Croce funeraria dello scrittore e bibliotecario Christian August Vulpius (fratello di Christiane von Goethe)

| Nome                            | Nascita e morte | Attività                                       |
| ------------------------------- | --------------- | ---------------------------------------------- |
| Francois-René Le Goullon        | 1757-1839       | Chef della duchessa Anna Amalia                |
| Johann Peter Eckermann          | 1792-1854       | Poeta, insegnante, intimo confidente di Goethe |
| Constanze contessa von Fritzsch | 1781-1858       | Dama di compagnia granducale                   |
| Stefan Sabinin                  | 1789-1863       | Arciprete, confessore di Maria Pavlovna        |
| Max Hecker                      | 1870-1948       | Filologo, storico letterario, archivista       |

### Altre tombe nel cimitero
- Karl von Conta (1778–1850), politico, amico di Goethe
- Rosemarie Deibel (1936–2012), attrice
- Alfred Götze (1865-1948), scienziato
- Horst Jahresling (1922–2013), pittore, restauratore di architetture, progettista di campane e scriba
- Franz Markau (1881–1968), artista e pittore
- August Momber (1886-1969), attore e regista
- Friedrich Preller il Vecchio (1804-1878), pittore, incisore, professore presso la scuola libera di disegno granducale
- Reinhard Scheer (1863-1928), ammiraglio tedesco
- Paul Schultze-Naumburg (1869-1949) architetto, teorico dell'arte, pittore e pubblicista
- Christian August Vulpius (1762–1827), scrittore, bibliotecario, traduttore
- Ernst von Wildenbruch (1845–1909), scrittore e diplomatico

### Campo funerario onorario della città di Weimar

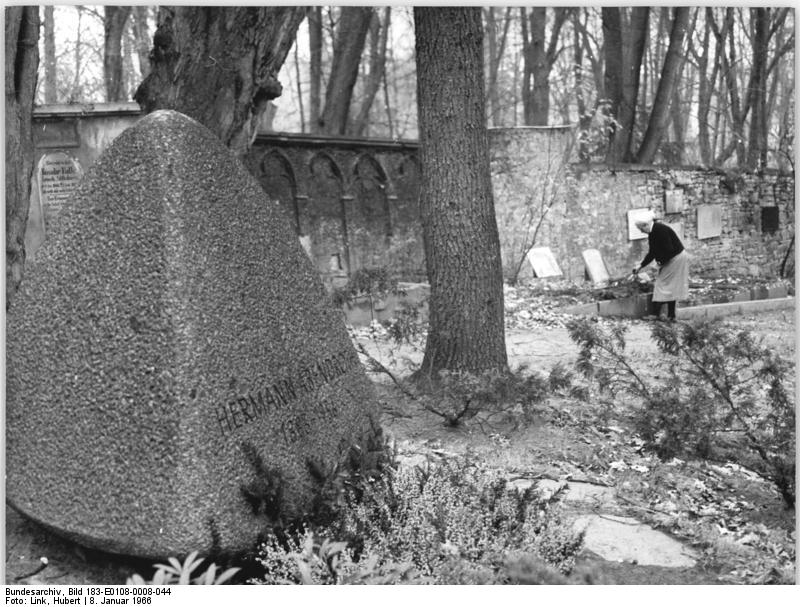
Pietra tombale del direttore d'orchestra Hermann Abendroth

| Nome                 | Nascita e morte | Attività                                                                        |
| -------------------- | --------------- | ------------------------------------------------------------------------------- |
| Werner Deetjen       | 1877-1939       | Germanista e bibliotecario                                                      |
| Peter Raabe          | 1872-1945       | Direttore, musicologo e politico culturale nazista                              |
| Eduard Scheidemantel | 1862-1945       | Presidente della Federazione tedesca Schiller, direttore della Casa di Schiller |
| Max Hecker           | 1870-1948       | Filologo di Goethe, redattore dell'annuario della Società Goethe                |
| Gustav Kiepenheuer   | 1880-1949       | Libraio ed editore                                                              |
| Hans Wahl            | 1885-1949       | Ricercatore su Goethe, direttore dell'archivio                                  |
| Albert Schaefer-Ast  | 1890-1951       | Disegnatore e caricaturista                                                     |
| Heinrich Lilienfein  | 1879-1952       | Scrittore, segretario generale della Fondazione tedesca Schiller                |
| Hermann Abendroth    | 1883-1956       | Direttore e maestro di cappella                                                 |
| Louis Fürnberg       | 1909-1957       | Scrittore, poeta e compositore                                                  |
| Walther Victor       | 1895-1971       | Germanista, pubblicista, scrittore, editore                                     |

## Ulteriori tombe storiche a Weimar
Il "cimitero storico" non è l'unico cimitero di Weimar con tombe storiche. Un altro cimitero molto più piccolo è il "Jacobsfriedhof" (anche Jakobskirchhof) sul bordo settentrionale dell'anello interno della città di Weimar con la prima tomba di Friedrich Schiller e le tombe di personaggi noti come Lucas Cranach il Vecchio. Esiste dal XII secolo ed è il più antico di tutti i cimiteri di Weimar. Altri cimiteri storici sono il "Cimitero ebraico", un piccolo complesso di tombe all'angolo di Leibnizallee/Musäusstraße, che è stato utilizzato solo dal 1775 al 1892 ed è ora un Monumento nazionale, e il "Cimitero sovietico" nel Park an der Ilm, che è stato istituito nel giugno 1945 come "Cimitero d'onore dell'Armata Rossa" e ospita oltre 640 militari sovietici uccisi durante la seconda guerra mondiale. Un secondo cimitero sovietico fu successivamente allestito nel Parco del Palazzo del Belvedere, che era sotto l'amministrazione russa fino al ritiro delle truppe nel 1994.